# Ermita de Sant Medir
La ermita de san Medín es un santuario situado en la sierra de Collserola, en el término municipal de San Cugat del Vallés (Cataluña). Cada 3 de marzo se celebra allí el tradicional encuentro de San Medín. Está cerca del antiguo camino romano de Egara (Tarrasa) a Barcino (Barcelona), que pasando por Castrum Octavianum (Sant Cugat) entraba a la sierra de Collserola por el valle de Gausac (o valle de Sant Medir).
Llamada antiguamente de San Emeterio, la ermita es de origen románico, aunque debido a las transformaciones que ha sufrido no queda casi ningún vestigio original. Consta de planta rectangular con sacristía. En el exterior se aprecia un campanario de espadaña y la puerta de entrada con arco de medio punto, donde se encuentra un relieve grabado fechado en 1447 con las imágenes de la Santísima Trinidad. En el año 962 se encuentra la primera referencia documentada a la ermita como propiedad del monasterio de San Cucufato y como una de las cinco parroquias del término. Los monjes del monasterio la tuvieron bajo sus cuidados hasta el año 1446.
La popularización de la leyenda de san Medín convirtió a la ermita en destino de peregrinos. En el año 1802 se celebró la primera romería de san Medín, y a partir de 1846 se añadieron los romeros de la villa barcelonesa de Gracia. En julio de 1936 la ermita fue saqueada e incendiada.
En su interior hay unos esbozos originales del año 1948 de las pinturas murales que el artista local Josep Grau-Garriga proyectó y que no se llegaron a realizar.

## Galería de imágenes

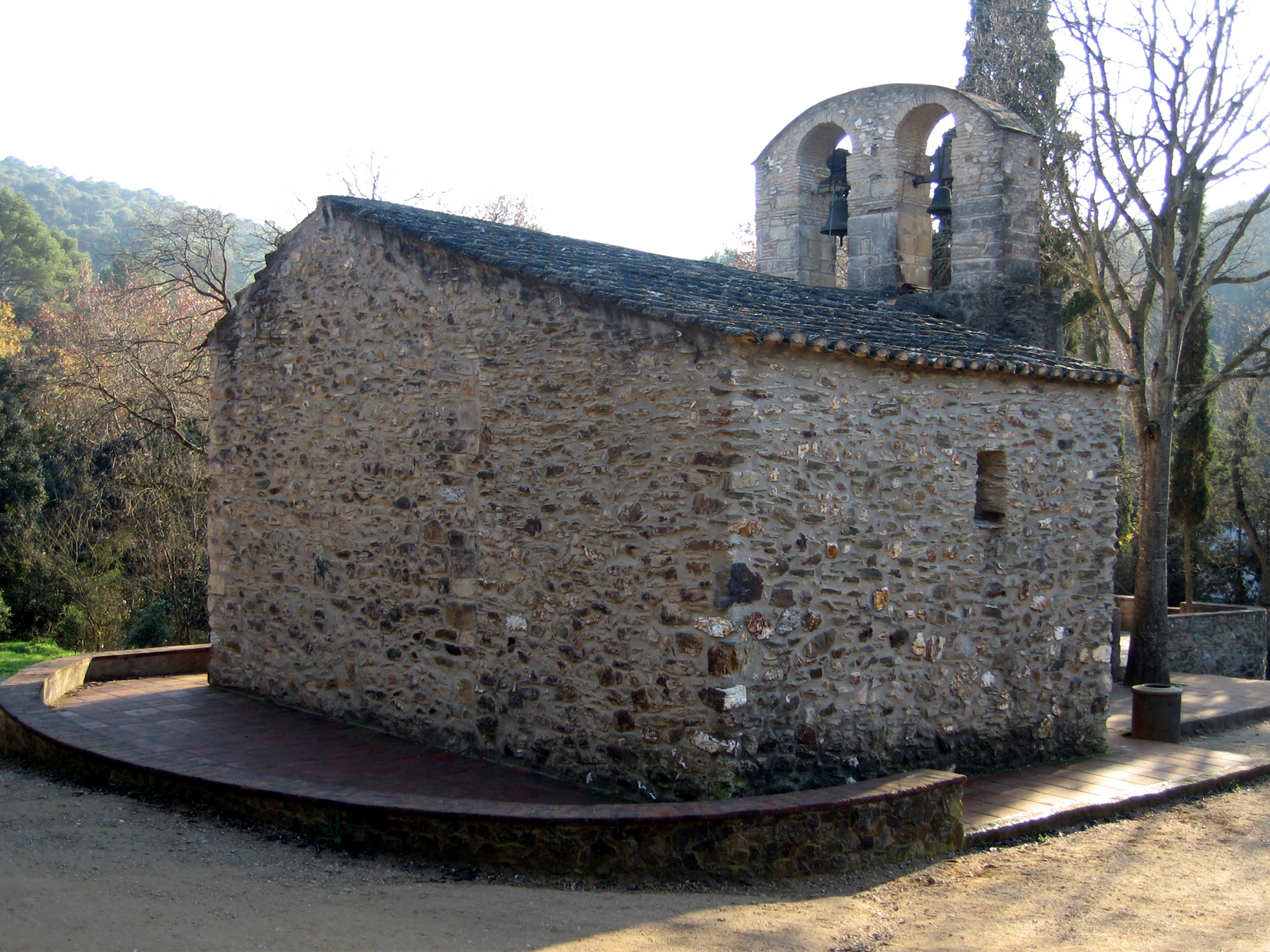
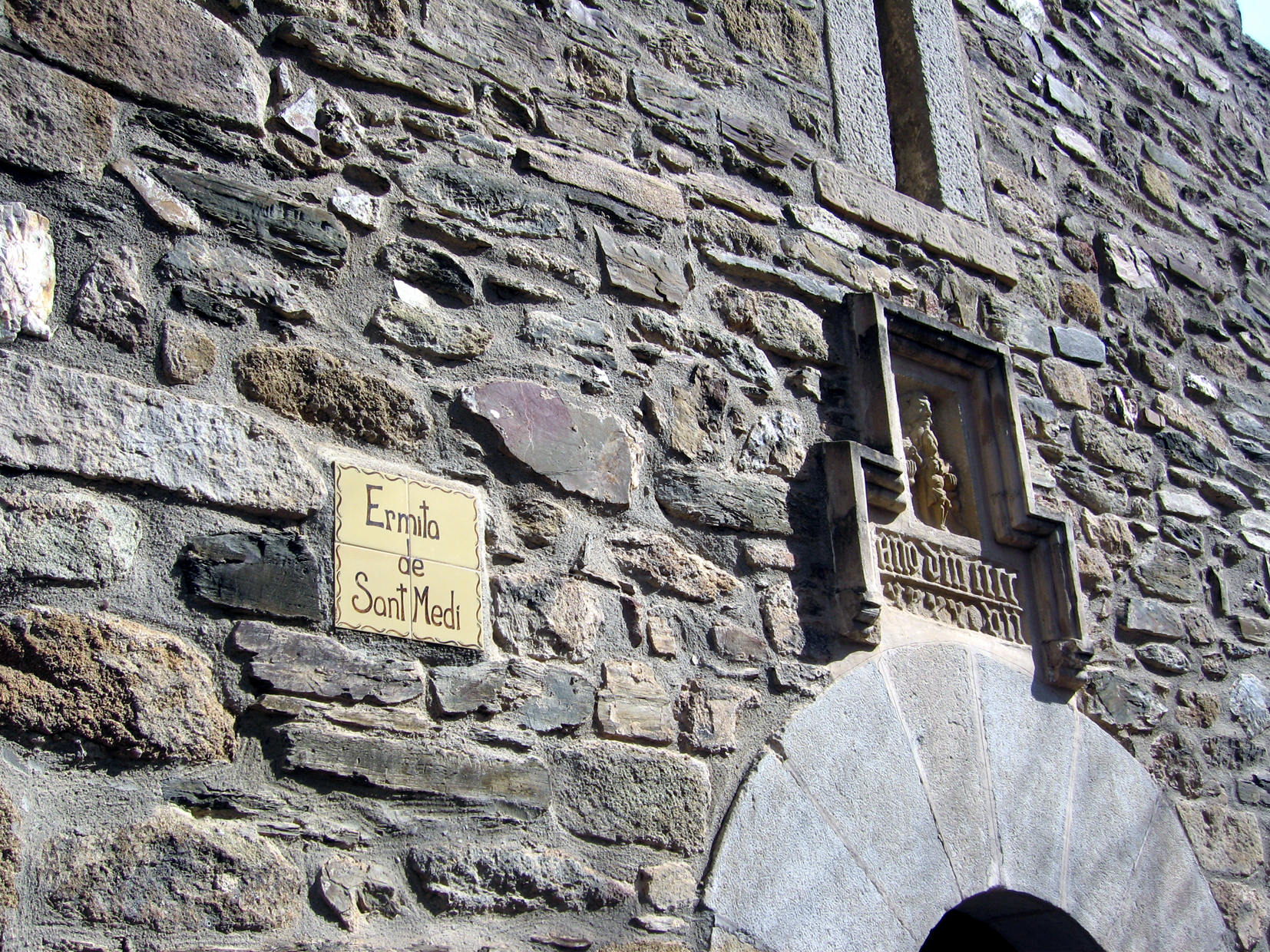
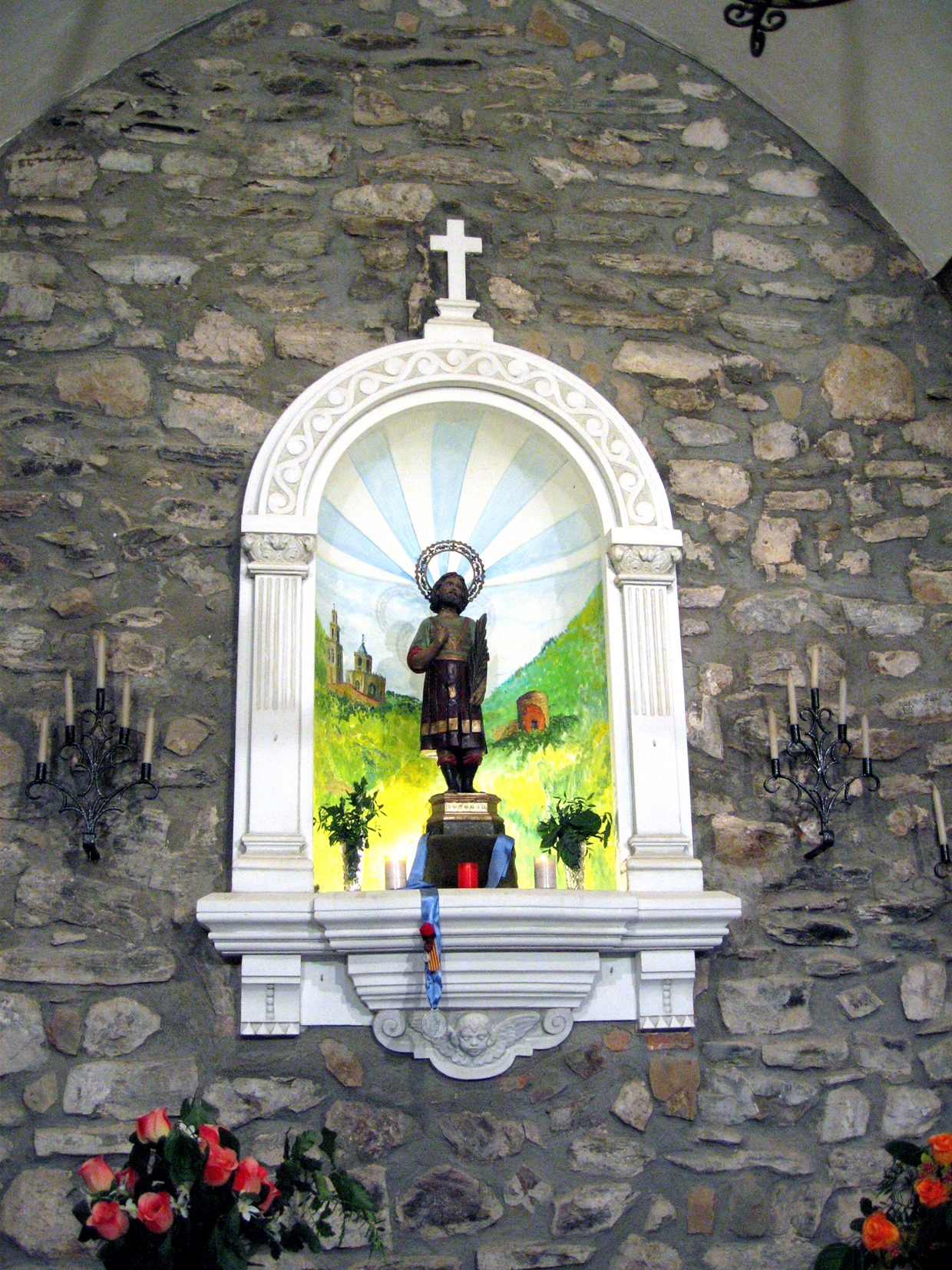
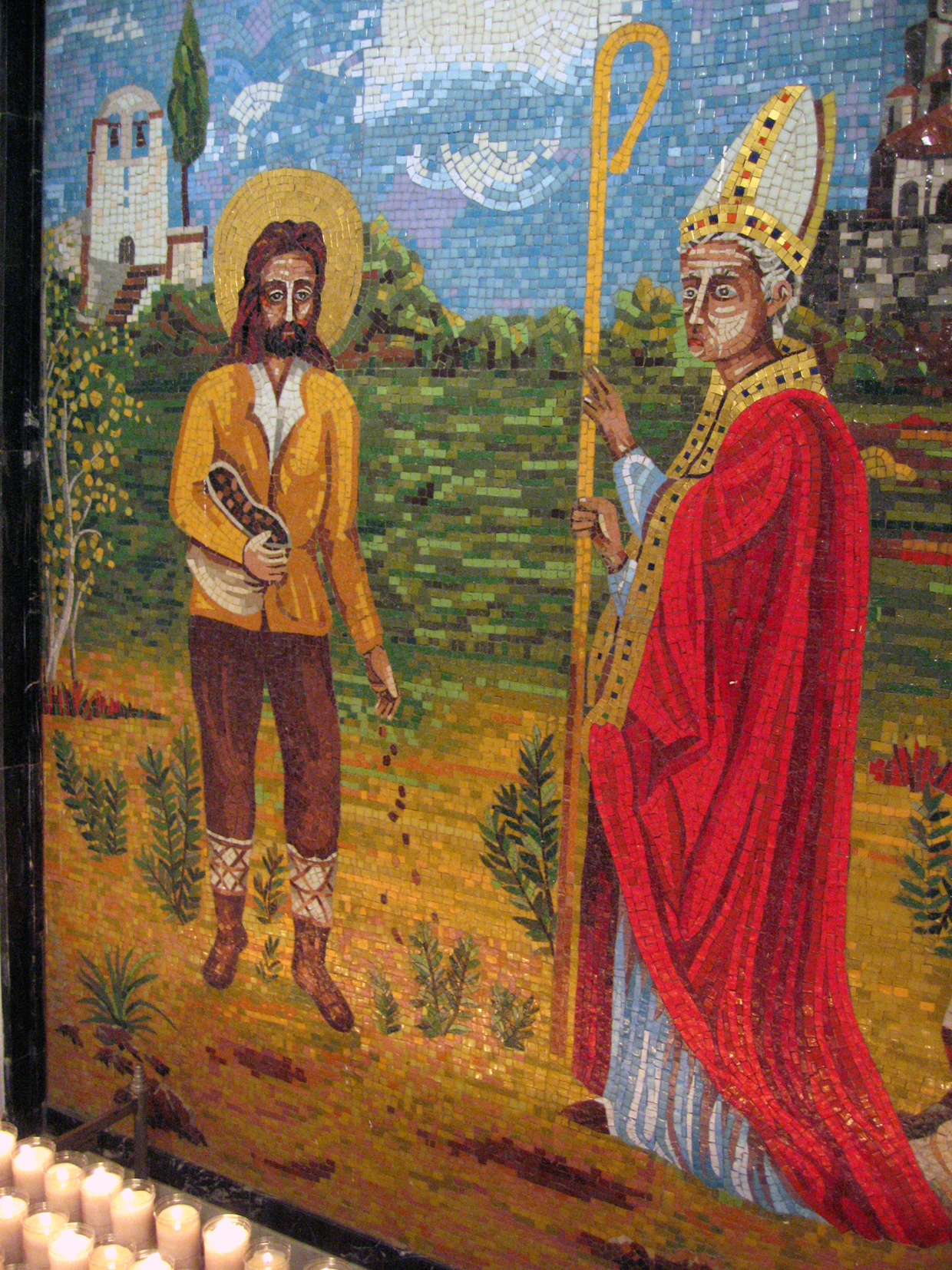